# Buckingham (Floride)
Pour les articles homonymes, voir Buckingham.
Buckingham est une census-designated place du comté de Lee, dans l'État de Floride, aux États-Unis,. En 2020, elle compte une population de 4 443 habitants.